# Stalisfield
Stalisfield lub Starchfield – wieś i civil parish w Anglii, w Kent, w dystrykcie Swale. W 2011 civil parish liczyła 205 mieszkańców. Stalisfield jest wspomniana w Domesday Book (1086) jako Stanefelle.